# Phú Hữu, Long Phú
Phú Hữu là một xã thuộc huyện Long Phú, tỉnh Sóc Trăng, Việt Nam.

## Địa lý
Xã Phú Hữu nằm ở phía tây bắc huyện Long Phú, có vị trí địa lý:
- Phía đông giáp xã Long Đức
- Phía tây giáp xã Hậu Thạnh và xã Trường Khánh
- Phía nam giáp xã Châu Khánh
- Phía bắc giáp xã Hậu Thạnh và xã Long Đức.

Xã Phú Hữu có diện tích 13,83 km², dân số năm 2022 là 8.680 người, mật độ dân số đạt 627 người/km².

## Hành chính
Xã Phú Hữu được chia thành 4 ấp: Phú Đa, Phú Hữu, Phú Thứ, Phú Trường.